# Stenamma nonotch
Stenamma nonotch (лат.) — вид мелких муравьёв рода Stenamma из подсемейства Myrmicinae (Formicidae). Центральная Америка: Мексика, Гватемала.

## Описание
Мелкие муравьи, длина около 3 мм. Общая окраска тела красно-коричневого или чёрного цвета, ноги и усики жёлто-коричневые. Длина головы рабочего (HL) 0,57—0,76 мм (ширина головы, HW — 0,51—0,68 мм). Длина скапуса усиков рабочего (SL) — 0,46—0,64 мм. Головной индекс (CI=HW/HL × 100) — 86—92, Индекс скапуса (SI=SL/HW × 100.) — 88—97. Усики 12-члениковые (булава из 4 сегментов). Глаза мелкие (до 7 омматидиев в самой широкой линии) расположены в переднебоковых частях головы. Жвалы с 6-7 зубцами (включая 3 апикальных). Клипеус в передней части с 2—4 мелкими тупыми выступами — зубцами. Стебелёк между грудкой и брюшком состоит из двух сегментов (петиоль + постпетиоль). Этот вид известен только из просеянной листовой подстилки. Он занимает множество типов среды обитания влажных лесов (например, тропический лес, мезофилловый лес, влажный лес, лес Ликвидамбар, облачный лес, дубово-сосновый лес) и встречается от уровня моря до 2000 м. Вид сходен с таксонами Stenamma ignotum, Stenamma nanozoi, Stenamma picopicucha, Stenamma sandinista, Stenamma schmidti, но его можно отличить от аналогичных форм по строению клипеуса и жвал. Вид был впервые описан в 2013 году американским мирмекологом Майклом Бранштеттером (Michael G. Branstetter; Department of Entomology, Калифорнийский университет в Дэвисе и Национальный музей естественной истории, Смитсоновский институт, Вашингтон, DC, США).